# Lycée Averroès
Pour les articles homonymes, voir Averroès (homonymie).
Le lycée Averroès est un établissement d'enseignement privé musulman situé à Lille, en France. Comptant environ 800 élèves (si l'on comptabilise le collège) en 2016, il est l’un des seuls lycées privés musulmans sous contrat en France métropolitaine. 
Cet établissement est souvent loué pour l’excellence de ses résultats scolaires. Il est également  pointé du doigt pour ses liens supposés avec le fondamentalisme islamiste, qui n'ont cependant pas été démontrés. Une décision de la préfecture de Lille lui fait perdre en 2023 son contrat avec l'État, mais cette décision est annulée par la justice en avril 2025, en attendant le résultat de l'appel.
L'établissement est nommé en référence à Averroès, philosophe, théologien, juriste et médecin musulman andalou du XIIe siècle.

## Histoire
En 2001, une association loi 1901 est créée : l’association Averroès. Elle dépose en 2003 une demande d'ouverture d'un lycée privé musulman d'enseignement général. Le 10 juillet 2003, le Conseil supérieur de l'Éducation nationale délivre l’autorisation d'ouverture d'un premier lycée privé musulman en France métropolitaine. En 2003, le corps enseignant est essentiellement composé de professeurs du secondaire, assurant bénévolement des cours, en complément de leur activité au sein de l’Éducation nationale ou d’établissements privés.
En 2008, l'État accorde à l'établissement le statut d'« établissement sous contrat ». Le versement des salaires des enseignants peut alors être assuré par l'Éducation nationale. Avant cela, le lycée s'appuyait sur des dons de la communauté musulmane du département.
À la rentrée scolaire 2013, le lycée s'est installé dans de nouveaux bâtiments dont il a fait l'acquisition. L'établissement se retrouve en tête des classements des lycées, en considérant la  valeur ajoutée du taux de réussite : avec une majorité d’élèves boursiers, sa performance est aussi bonne que des lycées plus favorisés.
En 2015, après l’attentat contre Charlie Hebdo, Xavier Bertrand et Gérald Darmanin se rendent dans l’établissement pour observer une minute de silence.
En octobre 2019, le président de la région, Xavier Bertrand, décide de suspendre les subventions destinées au lycée, à la suite d'un audit de l'Éducation nationale dont Xavier Bertrand « n'arrive pas à avoir les résultats ».
En décembre 2023, l'État met fin au contrat d'association qui lie le lycée et l'Éducation nationale. Sont notamment pointés au nombre des griefs la présence en seconde d'un cours d'éthique musulmane et un manque de traçabilité des fonds privés qui financent le lycée. Selon Mediapart, l'accusation portée par la préfecture est basée sur des documents tronqués, et écarte les rapports de l'Éducation nationale qui saluent les méthodes appliquées dans l'établissement. En février 2024, le tribunal administratif de Lille confirme en référé la décision du préfet du Nord de mettre fin à compter de la rentrée de 2024 au contrat liant l’État à Averroès,,. Le jugement sur le fond rendu en avril 2025 annule cette décision de la préfecture, le tribunal constatant que rien ne confortait les « manquements graves aux principes fondamentaux de la République » invoqués par la préfecture,. Le rapporteur public constate que des « manquements [sont] établis », mais qu'il ne sont pas « graves » au point de résilier le contrat. Le gouvernement annonce son intention de faire appel, répète ses accusations « fragiles » et rejetées par le jugement en première instance du Tribunal administratif de Lille, dans son rapport sur les Frères musulmans en 2025, et s'attaque aussi au groupe scolaire Al-Kindi, dans la banlieue lyonnaise.
Outre les procédures relatives au lycée, les avocats du groupe annoncent engager une procédure pour contester le refus de la préfecture d'accorder un contrat d'association au collège, éligible à un tel contrat depuis 2017.

## Enseignement et vie du lycée
Compte tenu de sa convention avec l'État, le programme enseigné au lycée est obligatoirement celui de l’Éducation nationale. Un rapport de 2010 prend l'exemple du lycée Averroès pour indiquer que les stratégies d'excellence des familles et des élèves sont « porteuses de sécularisation, comme dans l’enseignement privé catholique, les élèves venant chercher un enseignement de qualité et se désintéressant d’un enseignement spécifiquement islamique, dont la place est d’ailleurs très faible ».
Compte tenu de sa spécificité musulmane, le lycée Averroès possède quelques particularités :
- Un rapport de 2010 précise que le cours d'éthique est un cours d'enseignement de l'histoire de l'islam et pas un cours de théologie ou de droit musulman. Son horaire est de une heure par semaine. Le cours est facultatif, et la majorité des élèves ne le suivent pas[21].
- En 2013, la quasi-totalité des employées et les deux tiers des lycéennes portent le voile[22]. La plupart porte le hijab, certaines portent le jilbab[22]. Néanmoins, le niqab, la burqa et le sitar sont interdits[23].
- Tous les élèves sont de « culture musulmane », bien que l'établissement soit ouvert à tous, comme le stipule son contrat d'association avec l'État[24].
- Le lycée est fermé les jours des fêtes musulmanes : Aïd el-Fitr et Aïd al-Adha[25].

## Classement
Chaque année, l'Éducation nationale publie un classement basé sur les chiffres de réussite au baccalauréat et sur les parcours réussis de la seconde jusqu'au diplôme. Le lycée Averroès se classe, dès son association avec l'État, parmi les meilleurs lycées français.
En 2008, année de la signature de cette convention, il occupe la deuxième place parmi les 83 établissements de la région du Nord-Pas-de-Calais. Cette année-là, il affiche un taux de réussite au baccalauréat de 100 %. En 2012, il est à la première place du classement national des lycées proposant un enseignement général et technologique sur 2 309 établissements. Dans un autre classement, réalisé par L’Express, le lycée Averroès se classe à la cinquième place nationale, L’Express ayant choisi de se baser sur la probabilité pour un élève de première d'obtenir son bac dans le même lycée. « Nous avons 60 % d'élèves boursiers », souligne un professeur d'Averroès,.
En 2013, le lycée Averroès est en tête des classements des lycées en valeur ajoutée du taux de réussite : bien qu'ayant plus de 50 % d’élèves boursiers, il fait mieux qu'Henri-IV. Il n’apparaît pas dans le classement du Parisien des meilleurs lycées, de même que le lycée Henri IV. Si le taux de réussite au bac de 95 % reste supérieur à celui de 90 % attendu, le lycée semble procéder à une sélection sur les trois années de lycée. Dans le classement utilisant les critères de L'Express, le lycée Averroès passe de la cinquième à la 1781e place, sur 2 248 établissements répertoriés.
En 2014 (palmarès 2015), le lycée, avec 97 % de réussite au bac, est classé 444e sur 1501 au niveau national, et 20e sur 62 pour le département du Nord.
| élèves   | 2008  | 2009 | 2010 | 2011 | 2012  | 2013 | 2014 |
| L        |       |      |      |      |       |      | 10   |
| ES       | 8     | 7    | 13   | 14   | 17    | 19   | 25   |
| S        | 17    | 20   | 17   | 20   | 24    | 28   | 31   |
| STMG     |       |      |      |      | 2     | 8    | 20   |
| Total    | 25    | 27   | 30   | 34   | 43    | 55   | 86   |
| Réussite | 100 % | 93 % | 93 % | 88 % | 100 % | 95 % | 97 % |
|          |       |      |      |      |       |      |      |

## Direction et personnalités
El Hassane Oufker est le directeur du lycée. Makhlouf Mamèche, également vice-président de l’Union des organisations islamiques de France (UOIF), préside en 2023 l’association Averroès. Amar Lasfar, qui préside en 2013 l’association Averroès, est également président de l’UOIF, président de la Ligue islamique du Nord et recteur de la mosquée de Lille-Sud. Selon Marianne, « Amar Lasfar a une voix qui porte dans l’électorat musulman et est régulièrement courtisé par tous les politiques qui comptent sur Lille ». Éric Dufour est directeur adjoint du lycée. 
Hassan Iquioussen, ancien professeur d'éthique musulmane du lycée, prédicateur de la mosquée de Quiévrechain, dirigeant de l'UOIF et auteur en 2004 de propos antisémites pour lesquels il s'est depuis excusé, n'intervient plus au lycée depuis 2017. 
Michel Soussan, conseiller pédagogique du lycée, ancien inspecteur d'académie et membre UMP de l'opposition municipale, indique en 2015 « je n’ai jamais vu la radicalité de l’islam ici ; au contraire, j’y vois un islam du juste milieu ». En 2023, la justice est saisie du cas de cet ancien inspecteur d’académie de Lille, devenu consultant rémunéré de l’établissement privé sous contrat. 

## Polémiques

### Relation avec les Frères musulmans et l'UOIF
En 2007, l'ouvrage de campagne du PS qualifie le lycée Averroès de lycée fondamentaliste. L'auteur indique n'avoir jamais mis les pieds au lycée Averroès, et l'affaire suscite de l'embarras, Gilles Pargneaux, premier secrétaire fédéral PS du Nord, parlant de « maladresse ». Le Monde indique  la même année que le lycée doit, depuis sa création, batailler contre les soupçons « d'intégrisme ».
La journaliste Caroline Beyer indique en 2014 que la Fédération nationale de l'enseignement musulman (Fnem), créée en partenariat avec l'Union des organisations islamiques de France (UOIF), elle-même proche des Frères musulmans, a pour ambition de concilier les valeurs de l'islam et celles de la République française . François Burgat, politologue spécialiste du monde arabe et directeur de recherche au CNRS, indique en 2015 que les critiques portées par Manuel Valls à l'égard des Frères musulmans témoignent, selon lui, d'une radicalisation de l'homme politique, consécutive aux attaques portées alors contre le lycée Averroès. 
Le rôle de l'UOIF et de l'action militante des Frères musulmans, la crise de l'école publique et la prohibition du voile sont trois éléments qui expliquent, selon le rapport de 2010,  l'augmentation du nombre d'écoles privées musulmanes.
En 2017 et 2019, des membres du groupe Rassemblement national (RN) interpellent Xavier Bertrand, maire (Les Républicains) de Saint-Quentin et député de l’Aisne, en dénonçant la proximité du lycée avec les Frères musulmans. En 2019, Xavier Bertrand saisit l’Éducation nationale et exige une inspection. Les rapports de l’Éducation nationale ont toujours été globalement positifs, et n'ont pas donné matière à remettre en cause le contrat d’association.
Carol Ferrara, doctorante en anthropologie de l'université de Boston, a passé cinq années à étudier les écoles musulmanes en France et notamment le lycée Averroès. Elle estime que le discours sur l’islam au lycée s’approche certes du discours de l’UOIF et de son président, Amar Lasfar, mais ne le juge pas menaçant et indique que les extrêmes ne sont pas tolérés au lycée.
Le lycée est considéré, avec le lycée Al Kindi, comme proche des Frères musulmans par le rapport « Les Frères musulmans et islamisme politique en France » présenté en Conseil de défense et de sécurité nationale le 21 mai 2025,,.

### Soupçon de dérives intégristes
Le professeur de philosophie Soufiane Zitouni, longtemps enseignant dans des lycées privés catholiques, travaille cinq mois au lycée Averroès. En janvier 2015, il publie une tribune dans Libération intitulée « Le Prophète est aussi Charlie ». Il démissionne peu après et recourt à une nouvelle tribune pour indiquer ses raisons,. L'enseignant dénonce des dérives islamistes au sein de l’établissement et pointe le double langage de la direction. Condamné pour diffamation non publique,, il est relaxé sur la forme par la cour de Cassation en 2018 , et rejoint un lycée catholique.
Le rectorat décide  « l'ouverture d'une mission d'inspection du lycée […] pour vérifier le respect des termes du contrat d'association signé avec l'État ». L’enquête est diligentée le 11 février et le rapport, remis le 13 février, note que « les termes du contrat de l'établissement avec l'État sont globalement respectés… Il convient néanmoins, sur certains points, de clarifier le statut et la place du religieux dans l'établissement ». Plusieurs préconisations sont faites au lycée musulman, dont « la mise en place d'instances de régulation tels un conseil pédagogique et un comité d'éducation à la santé et à la citoyenneté », « dissocier plus clairement les instances de l'association Averroès de celles de l'établissement » et « lever les ambiguïtés entre l'enseignement de la philosophie et le cours optionnel d'éthique religieuse »,,.
Bernard Godard indique en 2015 à l'hebdomadaire Marianne : « au lycée Averroès, il faut voir s'il y a des problèmes au niveau de l'enseignement. C'est un lycée conventionné et pour obtenir le contrat de l'État, il y a des critères à respecter. ».

### Relation avec les politiques
La maire de Lille, Martine Aubry, est favorable à l’implantation d’un lycée privé musulman à Lille-Sud en 2003 et entretient de bons rapports avec sa direction, qu'elle alerte cependant en 2013 sur la venue d'intervenants extérieurs.

## Financement et gestion
En 2010, le rapport de l'EHESS et de l'IISMM indique que le financement du lycée repose, avant la signature du contrat d'association avec l'État en 2008, sur le soutien de riches mécènes, principalement originaires d’Arabie saoudite et du Qatar, sur les dons de fidèles et sur les frais d'inscription des élèves. Le rapport pointe la nécessité d’un financement public pour la pérennité de l'établissement, et rappelle que la majorité des établissements privés catholiques en bénéficient, et que le contrat d'association suppose une perte d'autonomie.

### Subventions par le Qatar
En avril 2019, les journalistes Christian Chesnot et Georges Malbrunot publient Qatar Papers, un livre qui montre notamment que Qatar Charity, une ONG proche de Doha, a versé 4,2 millions d'euros au lycée et au centre islamique de Villeneuve-d'Ascq. À la suite de ces révélations, le président de la région Hauts-de-France Xavier Bertrand suspend des subventions de la région au lycée,. En octobre 2020, le lycée, privé des financements de la région, saisit la justice. Le conseil régional, principal financeur institutionnel de l'établissement devant l'État, doit finalement débloquer les fonds, désavoué par la justice. Ainsi, en octobre 2022, la région est priée de verser plus de 500 000 euros de subventions au lycée privé musulman.

### Contrôle de la Chambre régionale des comptes
En mai 2023 est publié un rapport de la chambre régionale des comptes des Hauts-de-France concernant la gestion du lycée. Celui-ci découle « d'inquiétudes et de soupçons concernant la trésorerie fragile et erratique de l'établissement scolaire ». Il évoque une situation « financière critique » et la présence d'un ouvrage contraire aux valeurs républicaines : un cours facultatif « d'éthique musulmane » en seconde utilise comme support un ouvrage édictant des règles à suivre, dont l'interdiction, sous peine de mort, de l'apostasie ou la prééminence de la loi divine. Mais le directeur de l'établissement conteste en expliquant à l'AFP que cet ouvrage, « on ne l’a jamais eu entre les mains, il n’a jamais été au CDI d’Averroès »,. Cette affirmation de la Cour des Comptes fonde pourtant en partie la décision de la préfecture de supprimer le contrat avec l'État en 2023, décision annulée par la justice en 2025, le rapporteur public estimant qu' « aucun élément ne permet de dire avec certitude [qu’un ouvrage prônant la mort en cas d’apostasie ait] vraiment été étudié ». 
En mai 2023, les responsables de la mosquée voisine de Villeneuve-d'Ascq avaient été placés en garde à vue, en raison notamment d'un prêt frauduleux accordé par le centre islamique au lycée Averroès. 
Le rapport du CNR relève « l'étroite proximité » entretenue, depuis ses origines, entre l'association Averroès et l'Union des organisations islamiques de France ainsi qu'un renouvellement insuffisant des membres de son conseil d'administration. Il précise que les dons venus de l'étranger se sont élevés à 1,9 million d'euros, dont quelque 943 000 euros de l'ONG Qatar Charity, sur un total de dons de près de six millions d'euros perçus par l’association entre 2010 et 2022.

## Documentaire
Au printemps 2025, plusieurs projections prévues du documentaire indépendant « Averroès : au-delà des préjugés » de Hisham Salem (Studio Raneem) sont annulées sous la pression d'élus du Rassemblement national, mais le film est tout de même projeté discrètement le 15 avril à Paris.

## Documents
- Jean-Philippe Bras, Sabrina Mervin, Samir Amghar, Lydie Fournier, Omero Marongiu et Bernard Godard, L’enseignement de l’Islam dans les écoles coraniques les institutions de formation islamique et les écoles privées., Institut d’Etudes de l’Islam et des Sociétés du Monde Musulman (IISMM) Ecole des Hautes Etudes en Sciences Sociales (EHESS), juillet 2010 (lire en ligne [PDF])
- Chambre régionale des Compte - Hauts de France, Rapport d'Observations Définitives et ses Réponses Association Averroès, 2023, 59 p. (lire en ligne [PDF]).
- Le Conseil d'État, Le tribunal annule la décision mettant fin à l’association entre l’État et le lycée privé Averroès. Jugement n°2400205-2400235-2400236-2400268 du 23 avril 2025, 2025 (lire en ligne [PDF])